# 147 (liczba)
147 (sto czterdzieści siedem) – liczba naturalna następująca po 146 i poprzedzająca 148.

## W matematyce
- 147 jest liczbą Löscha[1]
- 147 jest liczbą sposobów w jaki można przestawić liczbę 1 jako sumę pięciu ułamków zwykłych
- 147 jest palindromem liczbowym, czyli może być czytana w obu kierunkach, w pozycyjnym systemie liczbowym o bazie 20 (77)
- 147 należy do ośmiu trójek pitagorejskich (140, 147, 203), (147, 196, 245), (147, 504, 525), (147, 1196, 1205), (147, 1540, 1547), (147, 3600, 3603), (147, 10804, 10805).

## W nauce
- liczba atomowa unquadseptium (niezsyntetyzowany pierwiastek chemiczny)
- galaktyka NGC 147
- planetoida (147) Protogeneia
- kometa krótkookresowa 147P/Kushida-Muramatsu

## W kalendarzu
147. dniem w roku jest 27 maja (w latach przestępnych jest to 26 maja). Zobacz też co wydarzyło się w roku 147, oraz w roku 147 p.n.e.